# Teresa Ansúrez
Teresa Ansúrez (abans de 943-Oviedo, 25 d'abrildel 997) va ser reina consort de Lleó pel seu matrimoni amb Sanç I de Lleó, rei de Lleó, i filla d'Ansur Fernández, comte de Montsó, i de Gontroda Nuñez, filla de Nuño Velaz i neta de Vela Jiménez, comte d'Àlaba, segons Jaime de Salazar y Acha.
Va contreure matrimoni amb el rei Sanç I abans del 28 de març de 959. D'aquest matrimoni va néixer un fill
Ramir III (961-984) que succeí al seu pare en el tron lleonès. Després de morir el rei en 966 va prendre els hàbits i va ingressar en el monestir de San Pelayo d'Oviedo del que va arribar a ser abadessa.En aquesta situació va assumir la tutela del Regne de Lleó juntament amb la germana del seu difunt marit, Elvira Ramírez, durant la minoria d'edat del seu fill Ramir.
En el mateix monestir residia la repudiada reina de Lleó Velasquita i probablement, segons la professora Margarita Torres, va anar aquí on va sorgir la idea del matrimoni de l'infant Ordoño Ramírez el Cec, net de Teresa, amb la infanta Cristina Bermúdez, filla de Beremund II de Lleó i de Velasquita, unint d'aquesta forma ambdues línies reials. Teresa i Velasquita apareixen juntes el 4 de març de 996, corroborant una donació del rei Beremund al costat de la seva segona esposa, la reina Elvira, al monestir de San Pelayo.

Va rebre sepultura en el panteó de reis de la Catedral d'Oviedo, a la capella de Nuestra Señora del Rey Casto, al costat del sepulcre que contenia les restes de la reina Elvira Menéndez, esposa del rei Ordoni II de Lleó. En la tomba que compartia amb la reina Elvira apareixia la següent inscripció:
| « | ...ET HOC ETIAM LOCULO REGINA TYRESSIA CLAUDITUR. | » |